# Ryu Shikun
Ryu Shikun (류시훈 ?, 柳時熏?, Lyu Si-hunLR, Ryu Si-hunMR; Seul, 8 dicembre 1971) è un goista sudcoreano affiliato alla Nihon Ki-in. 
Ha detenuto il titolo di Tengen per quattro volte.

## Biografia
Ryu Shikun è un goista sudcoreano, cresciuto a Seoul e trasferitosi in Giappone all'età di 15 anni; solo due anni dopo è diventato professionista. È stato promosso a 9 dan nel 2003.
Nel 1993 ha perso la finale del Ryusei contro Cho Chikun.
Tra il 1994 e il 1996 ha vinto per tre volte il titolo di Tengen, conquistandolo da Rin Kaiho (3-1) e difendendolo contro Kōichi Kobayashi (3-2) e Rin Kaiho (3-2); nel 1997 l'ha perso contro Norio Kudo (1-3). Nel 2000 ha riconquistato il Tengen sconfiggendo 3-0 il detentore Koichi Kobayashi, ma l'anno successivo l'ha perso contro Naoki Hane (1-3). Ciascuna vittoria del Tengen lo ha qualificato per la competizione cino-giapponese Tengen Cina-Giappone; in tutti e quattro i casi ha perso lo scontro, le prime due volte contro Ma Xiaochun, le seconde due volte contro Chang Hao.
Nel 1996 ha sfidato Cho Chikun per il titolo di Hon'inbō, perdendo 2-4. Nello stesso anno ha conquistato l'Ōza sconfiggendo Ō Rissei per 3-0; ha perso il titolo l'anno successivo, sconfitto per 1-3 da Yamada Kimio.
Nel 2002 ha sfidato Ō Rissei per il titolo di Kisei, perdendo 2-4. Nello stesso anno ha sconfitto Takao Shinji nella finale della Coppa NEC.
Nel 2004 è arrivato nuovamente in finale della Coppa NEC, che però ha perso contro Cho U.

## Palmarès
| Titolo               | Vittorie            | Finali              |
| Nazionali            | Nazionali           | Nazionali           |
| -------------------- | ------------------- | ------------------- |
| Kisei                |                     | 1 (2002)            |
| Honinbo              |                     | 1 (1996)            |
| Tengen               | 4 (1994–1996, 2000) | 2 (1997, 2001)      |
| Ōza                  | 1 (1996)            | 1 (1997)            |
| Coppa NEC            | 1 (2002)            | 1 (2004)            |
| Shinjin-O            |                     | 1 (1991)            |
| Ryusei               |                     | 1 (1993)            |
| Shin-Ei              | 1 (1992)            |                     |
| NEC Shun-Ei          | 1 (1994)            | 1 (1993)            |
| Internazionali       |                     |                     |
| Tengen Cina-Giappone |                     | 4 (1995–1997, 2001) |
| Totale               | 8                   | 13                  |